# Cupressus amoena
Cupressus amoena là một loài thực vật hạt trần trong họ Cupressaceae. Loài này được K.Koch mô tả khoa học đầu tiên năm 1858.